# Here and Now (Nickelback)
Here and Now è il settimo album in studio del gruppo musicale canadese Nickelback, pubblicato il 21 novembre 2011 negli Stati Uniti d'America e in Canada e il 22 novembre 2011 in Europa.
Registrato tra la primavera e l'estate 2011, l'album è stato anticipato dai singoli When We Stand Together e Bottoms Up, pubblicati contemporaneamente il 26 settembre 2011. Successivamente sono stati pubblicati i videoclip di This Means War, Lullaby (estratto come terzo singolo) e Trying Not to Love You.

## Tracce
Testi e musiche di Chad Kroeger, eccetto dove indicato.
1. This Means War – 3:20
2. Bottoms Up – 3:40 (musica: Chad Kroeger, Mike Kroeger, Joey Moi)
3. When We Stand Together – 3:10 (musica: Chad Kroeger, Ryan Peake, Mike Kroeger, Joey Moi)
4. Midnight Queen – 3:14 (musica: Chad Kroeger, Ryan Peake, Joey Moi)
5. Gotta Get Me Some – 3:41 (musica: Chad Kroeger, Joey Moi)
6. Lullaby – 3:48 (musica: Chad Kroeger, Chris Tompkins, Craig Wiseman, Rodney Clawson)
7. Kiss It Goodbye – 3:35 (musica: Chad Kroeger, Mike Kroeger, Joey Moi)
8. Trying Not to Love You – 4:11 (musica: Chad Kroeger, Ryan Peake, Brad Warren, Brett Warren)
9. Holding on to Heaven – 3:51 (musica: Chad Kroeger, Mike Kroeger)
10. Everything I Wanna Do – 3:26
11. Don't Ever Let It End – 3:49

## Formazione
- Chad Kroeger – voce, chitarra
- Ryan Peake – chitarra, cori
- Mike Kroeger – basso
- Daniel Adair – batteria, cori

Altri musicisti
- Brian Howes – chitarra aggiuntiva
- Rob Dawson – chitarra acustica (traccia 6)